# Walther Sontheimer
Walther Sontheimer (* 22. August 1890 in Tübingen; † 26. September 1984 in Stuttgart) war ein deutscher Klassischer Philologe und Gymnasiallehrer. Er wirkte als Schulleiter am Ulmer Gymnasium (1932–1938) und am Eberhard-Ludwigs-Gymnasium in Stuttgart (1951–1957). Sein Name ist mit dem Lexikon Der Kleine Pauly verbunden, das er mit Konrat Ziegler und Hans Gärtner von 1964 bis 1975 herausgab. Außerdem verfasste Sontheimer verschiedene Textausgaben und Reclam-Übersetzungen antiker Autoren.

## Leben und Wirken
Walther Sontheimer war der jüngste Sohn des Kaufmanns Ludwig Sontheimer. Er besuchte das humanistische Gymnasium der Stadt (heutiges Uhland-Gymnasium), wo ihn der Repetent Rudolf Griesinger zum Studium der Alten Sprachen anregte. So studierte Sontheimer ab 1908 Klassische Philologie und Französisch an der Universität Tübingen. Während seiner Studienzeit wurde er Mitglied der Tübinger Königsgesellschaft Roigel. Er hatte vor, Archäologe zu werden. Beim Ausbruch des Ersten Weltkrieges unterbrach Sontheimer sein Studium. Er blieb bis zum Kriegsende aktiv, stieg bis zum Oberleutnant der Reserve auf und wurde mit dem Eisernen Kreuz zweiter Klasse und mit dem Ehrenkranz für Frontkämpfer ausgezeichnet.
Während des Krieges lernte Sontheimer die Lazaretthelferin Herma Dietz kennen. Um mit ihr eine gemeinsame Existenz gründen zu können, schloss Sontheimer sein Lehramtsstudium ab. Er legte 1917 die 1. humanistische Dienstprüfung und 1919 die zweite ab. Nach Kriegsende heirateten Walther Sontheimer und Herma Dietz. Sie bekamen zwei Töchter (Ilse, * 1921 und Gisela, * 1926) und einen Sohn, Günther-Dietz Sontheimer (1934–1992), der später Indologe wurde. Nach ersten Anstellungen in Maulbronn und Biberach wurde Sontheimer 1922 an der Universität Tübingen promoviert. Seine ungedruckte Dissertation war aus einer Preisschrift aus dem Jahr 1914 hervorgegangen und beschäftigte sich mit der Darstellung von Hannibals Alpenübergang bei Ammianus Marcellinus.

### Laufbahn in den 1920er und 30er Jahren
1923 wurde Sontheimer als Studienrat an das Eberhard-Ludwigs-Gymnasium in Stuttgart versetzt. Hier war sein ehemaliger Lehrer Griesinger sein Kollege; er half Sontheimer, sich in die hierarchisch geprägten Strukturen der Schule einzufinden. Ein entscheidender Schritt in Sontheimers Laufbahn war die Berufung an die Ministerialabteilung des württembergischen Kultusministeriums. Als „Kollegialhilfsarbeiter“ vertrat er den Mitarbeiter Dr. Leuze und unterstand direkt dem Leiter der Abteilung, Theodor Bracher. Dieser berief Sontheimer 1932 zum Leiter des Gymnasiums zu Ulm (heute Humboldt-Gymnasium).
Als Gymnasialdirektor stand er 1933 vor der Aufgabe, die Rückstufung des Gymnasiums zur Normalform der „Oberschule“ zu verhindern. Um diese Aufgabe zu bewältigen, trat er in die NSDAP ein. Nach einigen Jahren wurde er zum Leiter des Seminars für Studienreferendare in Stuttgart berufen, wo sein Vorgänger und ehemaliger Kollege Rudolf Griesinger „sich politisch missliebig gemacht hatte“. Sontheimer fand in Stuttgart lange keine Wohnung. Seine Familie lebte während dieser Zeit in Ulm, dem Heimatort seiner Frau. Am 26. August 1940 wurde Sontheimer zum Zweiten Weltkrieg eingezogen, an der er als Hauptmann teilnahm. Theodor Bracher setzte sich erfolglos dafür ein, Sontheimer als unabkömmlich von der Front abzuberufen. Sontheimer war Leiter der Personalstelle und Adjutant seines Kommandeurs. Er stieg bis zum Major auf und geriet gegen Ende des Krieges in Gefangenschaft, aus der er am 30. Juni 1945 nach Stuttgart zurückkehrte. Aus dieser Zeit gibt es Gedichte, die er nicht veröffentlichte; außerdem verfasste er seine Erinnerungen an die letzten Tage des Zweiten Weltkrieges, in denen er auch sein persönliches Erleben der nationalsozialistischen Herrschaft schilderte.

### Nachkriegszeit: Rehabilitation
Nach der Rückkehr aus der Kriegsgefangenschaft war Sontheimer zunächst arbeitslos. Im Oktober 1945, als der Schulbetrieb am Eberhard-Ludwigs-Gymnasium wieder aufgenommen wurde, unterrichtete er dort und wurde am 4. Dezember 1945 als provisorischer Schulleiter eingesetzt. Als ehemaliger „Parteigenosse“ wurde er jedoch bereits am 24. April 1946 von der vorläufigen Unterrichtsbehörde „auf Anordnung der Militärregierung außer Verwendung gesetzt“. Während er auf das Spruchkammerverfahren wartete, sorgte Sontheimer für den Lebensunterhalt seiner Familie, indem er im Auftrag des Kultusministeriums Lateinlehrbücher von militärischen und nationalen Inhalten reinigte.
In der Klageschrift der Spruchkammer vom 20. Januar 1947 wurde Sontheimer als „Belasteter“ eingestuft. Diese Einstufung gründete auf der Annahme, dass er als Mitglied der NSDAP aktiv hervorgetreten sei und die Seminarleitung in Stuttgart wegen seiner Einschätzung als zuverlässiger Nationalsozialist erhalten habe. Durch die Aussagen seiner ehemaligen Kollegen und Bekannten, besonders vonseiten Theodor Brachers, wurden beide Anschuldigungen fallengelassen und Sontheimer wurde als „Mitläufer“ eingestuft. Für seine Tätigkeit im Reichsbund der Deutschen Beamten wurde ihm ein Sühnegeld von 1200 Reichsmark auferlegt, außerdem musste Sontheimer die Kosten des Verfahrens tragen und wurde mit einer Bewährungsfrist von zwei Jahren zum Studienrat zurückgestuft.
Als der Direktor des Eberhard-Ludwigs-Gymnasiums, Rudolf Griesinger, 1951 in den Ruhestand trat, wurde Sontheimer sein Nachfolger. Seine wichtigste Aufgabe war die Organisation des Neubaus der Schule, die bei einem Bombenangriff 1944 zerstört worden war. Einige Monate nach der Einweihung des Neubaus trat Sontheimer am 23. Juli 1957 in den Ruhestand.

### Ruhestand
In der Zeit seines Ruhestands widmete sich Sontheimer der Wissenschaft. Durch seine Freundschaft mit dem Stuttgarter Verlagsdirektor Alfred Druckenmüller arbeitete er bereits seit den 1920er Jahren an Paulys Realencyclopädie der classischen Altertumswissenschaft (RE) mit, hauptsächlich als Korrekturleser. Er verfasste über 50 Artikel für die Enzyklopädie, darunter das umfangreiche Stichwort „Monat“ (1933). Gemeinsam mit dem Göttinger Dozenten Hans Gärtner organisierte Sontheimer die Herausgabe des Kleinen Pauly, einer aktualisierten Kurzfassung der RE. Das Unternehmen wurde vom Herausgeber der RE, Konrat Ziegler, angeleitet. Unter der Redaktion von Sontheimer und Gärtner erschienen von 1964 bis 1975 die fünf Bände des Kleinen Pauly, an denen außer den Herausgebern 194 Mitarbeiter aus aller Welt beteiligt waren.
Darüber hinaus veröffentlichte Sontheimer von 1956 bis 1972 Textausgaben für die Schule der Autoren Cicero, Sallust, Livius und Tacitus in der Sammlung Klett und im Kröner Verlag; außerdem übersetzte er für Reclams Universal-Bibliothek Cicero, Herodot, Livius und Tacitus.
Für sein Lebenswerk wurde Sontheimer zu seinem 80. Geburtstag der Professorentitel und das Bundesverdienstkreuz am Bande verliehen. Er starb am 26. September 1984 im Alter von 94 Jahren in Stuttgart und wurde auf dem Sillenbucher Friedhof bestattet.